# ولاية أنغاور
أنغاور (بالإنكليزية:Angaur أو Ngeaur) و(باليابانية: アンガウル) هذه الجزيرة تعدّ دولة بحد ذاتها ولكنها تابعة لجمهوية بالاو، تبلغ مساحتها 8 كم² (3 ميل²). عدد سكانها 188 (تعداد عام 2002). عاصمة الولاية هي قرية (نجيريماستش:Ngeremasch) على الجانب الغربي. والقرية الثانية (رويس:Rois) على الجانب الشرقي مباشرة لقرية نجيريماستش.